# 22442 Blaha
22442 Blaha este un asteroid din centura principală de asteroizi.

## Descriere
22442 Blaha este un asteroid din centura principală de asteroizi. A fost descoperit pe 14 octombrie 1996 la Observatorul Kleť de Jana Tichá și Miloš Tichý. Asteroidul prezintă o orbită caracterizată de o semiaxă mare de 2,19 ua, o excentricitate de 0,03 și o înclinație de 0,9° în raport cu ecliptica.